# Paul Ehrlich
Paul Ehrlich, född 14 mars 1854 i Strehlen, provinsen Schlesien, död 20 augusti 1915 i Bad Homburg, Hessen-Nassau, var en tysk medicine professor och nobelpristagare i fysiologi eller medicin. Ehrlich föddes i nuvarande sydvästra Polen.

## Biografi
Paul Ehrlich disputerade i Leipzig med en avhandling om histologi, och avslutade sina medicinska studier i Breslau 1877. Efter en tids studier i patologi under Julius Cohnheim 1878 blev han utnämnd till överläkare vid första medicinska kliniken i Berlin. Vid sidan av sitt kliniska arbete sysslade Ehrlich här huvudsakligen med studier över färgämnenas biokemiska verkningar. Han visade, att olika celler och cellbeståndsdelar har olika affinitet till olika färgämnen, och indelade blodets element efter den varierade färgbarheten hos de vita blodkropparnas granula, och lade därmed grunden till studiet av blodets histologi och blodsjukdomarna. 1887 utnämndes Ehrlich, som redan 1884 fått titeln professor, till docent vid Berlins universitet. Sedan han i ungefär ett och ett halvt år i Egypten vårdats för en tuberkulos han ådragit sig under sina experiment, inrättade han efter hemkomsten först ett privat laboratorium, men anställdes 1890 vid det just färdigbyggda Institut für Infektionskrankheiten i Berlin. Han utnämndes snart till professor i Berlin och började nu sina undersökningar över immunitet och antitoxin. 1896 inrättades för Ehrlich ett särskilt institut för serumprövning och serumkontroll. Ehrlich övertog 1899 ledningen av det nyinrättade institutet för experimentell terapi i Frankfurt am Main och påbörjade här i samarbete med andra forskare en serie undersökningar över hemolysiner och cytolysiner, vilkas komplexa natur fastslogs och för vilkas funktioner beteckningarna komplement och amboceptor infördes. I det donerade Georg-Speyer-Haus började Ehrlich 1906 de undersökningar, som lade grunden till kemoterapin.
Ehrlichs bidrag till vetenskapen består bland annat i att ha deltagit i forskningen om difteriserum samt att ha utvecklat Salvarsan, det första botemedlet mot syfilis. Han erhöll Nobelpriset 1908 tillsammans med Ilja Metjnikov.
Ehrlich invaldes som ledamot av Kungliga Vetenskapsakademien 1910.